# 1129 Neujmina
Az 1129 Neujmina (ideiglenes jelöléssel 1929 PH) a Naprendszer kisbolygóövében található aszteroida. Praszkovja Parhomenko fedezte fel 1929. augusztus 8-án.